# Villacañas
Villacañas é um município da Espanha na província de Toledo, comunidade autónoma de Castilla-La Mancha, de área 269 km² com população de 10208 habitantes (2006) e densidade populacional de 37,23 hab/km².

## Demografia
| Variação demográfica do município entre 1991 e 2004 | Variação demográfica do município entre 1991 e 2004 | Variação demográfica do município entre 1991 e 2004 | Variação demográfica do município entre 1991 e 2004 |
| --------------------------------------------------- | --------------------------------------------------- | --------------------------------------------------- | --------------------------------------------------- |
| 1991                                                | 1996                                                | 2001                                                | 2004                                                |
| 8799                                                | 9301                                                | 9805                                                | 10000                                               |